# KK Radnički Kragujevac
El KK Radnički Kragujevac fue un equipo de baloncesto serbio que competía en la Košarkaška liga Srbije, la primera división del país, en la Liga del Adriático y en la Eurocup, la segunda competición europea. Tenía su sede en la ciudad de Kragujevac. Disputaba sus partidos en el Jezero Hall, con capacidad para 5.320 espectadores.

## Historia
El club se crea en 1994 en la ciudad de Vršac, comenzando su andadura en las categorías inferiores de Serbia. Desde 2001 recibe el apodo de Leones, ascendiendo en tres años consecutivos hasta alcanzar la Primera División en 2004.
Tras descender al año siguiente, en una temporada regresan a la máxima competición, en la que se encuentran en la actualidad. En la temporada 2009-10 logran su mejor clasificación, llegando a semifinales, donde caerían eliminados por el KK Hemofarm. situación que se repetiría al año siguiente con los mismos protagonistas.
A nivel internacional, participan en 2010 por primera vez en la Liga del Adriático, acabando en la undécima posición. En 2011 subieron un puesto, terminando décimos, en 2012 acaban octavos y en esta última temporada la 2013 acaban terceros tras perder en semifinales. Además para la temporada 2013-2014 participaran por primera vez en una competición europea, en la Eurocup.

## Nombres
- Kondivik Vršac - 1994-2001
- Lions Vršac - 2011-2004
- Swisslion Vršac - 2004-2009
- Radnički Kragujevac - 2009- presente

## Plantilla 2013-2014
|}
|}

## Premios individuales
MVP Liga Adriática
- David Simon: 2012
- Aleksandar Ćapin: 2013

Máximo anotador Liga Adriática
- Micheal Lee: 2011
- David Simon: 2012
- Aleksandar Ćapin: 2013

## Entrenadores históricos
Entrenadores:
- Miroslav Nikolić
- Boško Đokić
- Milovan Stepandić

## Patrocinadores
- Nikola Tesla Airport
- Banca Intesa
- Fiat Serbia
- Eurobank EFG
- Grand Casino Belgrade

## Palmarés
- Liga de Serbia 1B
  - Campeón (1): 2006

- Košarkaška liga Srbije
  - Semifinales (3): 2010, 2011 y 2012

- Radivoj Korać Cup
  - Semifinales (3): 2011, 2012 y 2013

- Liga del Adriático
  - Semifinales (1): 2013

### Jugadores Célebres
- Vukašin Aleksić
- Marko Čakarević
- Boban Marjanović
- Dragan Milosavljević
- Mladen Pantić
- Miljan Pavković
- Vladan Vukosavljević
- Steven Marković
- Mark Worthington
- Matthew Bryan-Amaning
- Terrico White
- Micheal Lee
- Michael Scott
- David Simon